# Tyaunna Marshall
Tyaunna Dominique Marshall (Upper Marlboro, 22 dicembre 1992) è una cestista statunitense, professionista in Europa.

## Carriera
È stata selezionata	dalle New York Liberty al secondo giro del Draft WNBA 2014 (14ª scelta assoluta).